# Lehrer (Familienname)
Lehrer ist ein deutscher oder jüdischer Familienname.

## Herkunft und Bedeutung
Lehrer ist entweder ein Berufs- oder Herkunftsname. Als Berufsname geht er auf das mittelhochdeutsche lērære oder lērer bzw. das jiddische lerer (deutsch: Lehrer) zurück. Als Herkunftsname erfolgte die Benennung nach den Siedlungsnamen Lehr oder Lehren.

## Verbreitung
Die Hauptverbreitungsgebiete des Familiennamens Lehrer sind neben Deutschland die Vereinigten Staaten und Israel.

## Varianten
- Lehr, Lehrmann

## Namensträger
- Abraham Lehrer (* 1954), deutsch-jüdischer Verbandsfunktionär
- Andy Lehrer (1930–2014), rumänisch-israelischer Insektenkundler
- Franz Lehrer (1895–1962), österreichischer Beamter, Grafiker, Kalligraf und Exlibriskünstler
- Heidi Lehrer (* 1966), antiguanische Kanutin
- Jacob Lehrer (* 1964), antiguanischer Kanute
- Jim Lehrer (1934–2020), US-amerikanischer Journalist, Nachrichtensprecher und Schriftsteller
- Karl Lehrer (1905–1949), deutscher Politiker (SPD), Mitglied der Stadtverordnetenversammlung von Groß-Berlin
- Keith Lehrer (* 1936), US-amerikanischer Philosoph, Professor der University of Arizona
- Liane Höbinger-Lehrer (1931–2010), österreichische Politikerin (FPÖ) und Staatsanwältin
- Maja Lehrer (* 1990), deutsche Film- und Theaterschauspielerin
- Mia Lehrer (* 1953), US-amerikanische Landschaftsarchitektin
- Pieter Lehrer (* 1965), antiguanischer Kanute
- Tom Lehrer (1928–2025), US-amerikanischer Singer-Songwriter, Satiriker und Mathematiker